# Jamapur, Gangawati
Jamapur là một làng thuộc tehsil Gangawati, huyện Koppal, bang Karnataka, Ấn Độ.